# Falaises de Magho
Les falaises de Magho (en anglais : Cliffs of Magho) sont un escarpement sur les bords du Lower Lough Erne situé dans le comté de Fermanagh à l'ouest de l'Irlande du Nord, une nation constitutive du Royaume-Uni occupant le nord-est de l'île d'Irlande.

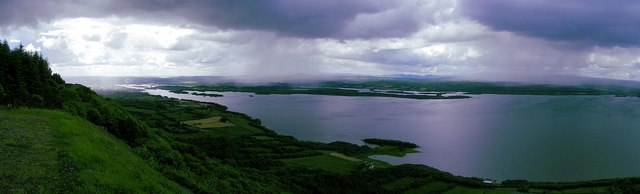
Vue sur le Lower Lough Erne depuis les falaises.